# Charles Spencer, 9.º Conde Spencer
Charles Edward Maurice Spencer, 9.º Conde Spencer (Londres, 20 de maio de  1964) é o segundo e único filho sobrevivente de Edward John Spencer, 8.º Conde Spencer, e de sua primeira esposa, Hon. Frances Burke Roche, filha do 4.º Barão Fermoy.
Sua irmã mais velha foi Diana, Princesa de Gales. Suas outras irmãs são Sarah McCorquodale e Cynthia Jane Spencer.
Spencer é afilhado da rainha Elizabeth II e deteve o cargo de Pajem de Honra de 1977 a 1979. Em 1 de novembro de 2005, foi apontado como deputado-tenente de Northamptonshire.
É tio dos príncipes William e Harry, filhos de sua irmã Diana com rei Charles III.
Foi casado, em terceiras núpcias, com Karen Gordon, nomeada Condessa Spencer de 2011 a 2024.

## Biografia

### Educação e carreira
Charles Spencer foi educado em Maidwell Hall e em Eton College, onde tinha sido editor da revista escolar. Estudou História Moderna em Magdalen College, na Universidade de Oxford, e trabalhou posteriormente como correspondente real e jornalista para a rede de televisão norte-americana NBC. Entretanto, esta carreira durou apenas sete anos, porque sua privacidade estava sendo invadida gradualmente. Em 1984, ele participou da peça Another Country, mas com um papel sem falas.
Atualmente, Lorde Spencer trabalha como administrador de suas propriedades e como autor: já publicou ao menos dois livros sobre sua família: Althorp: the Story of an English House (1998) e The Spencer Family (1999). O terceiro livro, Blenheim, Battle for Europe, foi escrito em 2004 e descreve a famosa Batalha de Blenheim de 1704, que foi vencida por John Churchill, 1.º Duque de Marlborough, cuja filha casou-se com Charles Spencer, 3.º Conde de Sunderland. O último livro foi intitulado Prince Rupert: The Last Cavalier e trata-se sobre os detalhes da vida do sobrinho do Rei Carlos I, um comandante da cavalaria real.
Recentemente, ele e a Theodore Alexander, uma das manufatureiras líderes de reproduções de mobílias e acessórios dos séculos XVIII e XIX, apresentaram e colocaram à venda uma coleção de mobílias chamada Althorp Living History, inspiradas nas mobílias de Althorp.

### Primeiro casamento
Em 16 de setembro de 1989, Charles Spencer, então titulado como Visconde Althorp, casou-se com (Catherine) Victoria Lockwood (n. 1964), uma modelo internacional que tinha sido eleita Garota do Ano pela revista Tatler. Ela era filha de John Lockwood, um oficial aposentado da Royal Air Force.
A cerimônia ocorreu numa igreja em Althorp, e seus sobrinhos, os príncipes William e Harry e Alexander Fellowes, foram os pagens. Sua sobrinha, Emily McCorquodale, foi uma dama de honra. Darius Guppy, um ex-amigo e colega do conde de Eton College e da Universidade de Oxford, foi o padrinho. Seis meses depois do casamento, uma jornalista chamada Sally-Ann Lasson contou sobre um caso que teve com Charles para a imprensa; mesmo assim, o casamento continuou e gerou quatro filhos:
- Kitty Eleanor Spencer (28 de dezembro de 1990)
- Eliza Victoria Spencer (10 de julho de 1992)
- (Katya) Amelia Spencer (10 de julho de 1992)
- Louis Spencer, Visconde Althorp (14 de março de 1994)

Em 1992, com a morte de seu pai, Charles Spencer herdou o título de conde e a propriedade ancestral da família, Althorp — um patrimônio de £85 milhões de libras esterlinas. No ano seguinte, sua irmã Diana, não aguentando a atenção do público sobre seu casamento decadente com o Príncipe de Gales, pediu ao irmão o usufruto de uma cabana dentro de Althorp. Charles, contudo, recusou-se a conceder a cabana, pois temia pela segurança e pela privacidade de sua família. Conseqüentemente, os irmãos não se falaram por meses.
Em 1996, na tentativa de escapar da mídia britânica, Charles e sua família mudaram-se para Johannesburg, África do Sul. A partir daquele momento, passaram a viver em residências diferentes; ele numa casa de £800 mil libras esterlinas e Victoria num bangalô próximo. Logo depois, Spencer envolveu-se com uma socialite casada, Chantal Collopy.

### Morte de sua irmã Diana, Princesa de Gales
Em 6 de setembro de 1997, durante o funeral de Diana na Abadia de Westminster, o Conde Spencer expressou em seu discurso um elogio à falecida irmã que comoveu milhões de telespectadores. Ele prometeu que a família de sangue de Diana garantiria que seus filhos, os príncipes William e Harry, não seriam presos na camisa-de-força das tradições da corte. Pediu também que os príncipes tivessem a possibilidade de crescer em liberdade e que suas almas pudessem ser capazes de cantar abertamente. De acordo com Paul Burrell, ex-mordomo da princesa, o conde fez questão de remover o estandarte real do caixão da irmã, tapando-o com a bandeira de sua própria família. Vale dizer que a família Spencer é mais antiga e mais aristocrática do que a atual família real, a Casa de Windsor. Os Spencer tem origem na real Casa de Stuart. Há quem considere os Spencer mais nobres e reais do que a própria realeza.
Ainda no funeral de sua irmã Diana em 1997,  Charles Spencer, 9.º Conde Spencer fez um discurso sobre Diana, e deu uma declaração que foi considerada como uma resposta ao fato de a rainha Isabel II do Reino Unido, que é sua madrinha de batismo, ter deliberadamente  retirado de sua irmã o título de Alteza Real. Charles Spencer disse: Diana provou no último ano que ela não precisava de títulos de realeza para continuar a gerar seu próprio brilho de magia.
Tendo administrado o enterro da princesa em Althorp, lorde Spencer, com um empréstimo, também abriu um museu em memória à Princesa de Gales, no qual visitantes podem ver em vitrines objetos pessoais de Diana, tais como fotos, joias, roupas, inclusive seu vestido de casamento, etc. Todo o dinheiro arrecadado com a venda de tíquetes é doado para o Fundo Memorial de Diana, Princesa de Gales. Em cinco anos, a receita chegou a mais de £800 mil libras.
Recentemente, anunciou novos planos para Althorp House: alugar a mansão e a propriedade para casamentos e eventos da alta sociedade, a fim de usar o dinheiro arrecadado e adicional para renovar Althorp.

### Divórcio
Em 3 de dezembro de 1997, o conde e a condessa Spencer divorciaram-se na Cidade do Cabo. O divórcio foi bastante polêmico para a mídia britânica, com lady Spencer acusando seu marido de "fanfarrão dominador" e falando de seus casos extraconjugais com, pelo menos, doze mulheres num período de cinco meses. Durante tal período, ela estava combatendo problemas como anorexia e vício de drogas em clínicas. Como o divórcio aconteceu na África do Sul, ela não beneficiou-se financeiramente como esperava; no Reino Unido, teria direito a £3,5 milhões de libras esterlinas.
Naquele momento, ele já estava namorando Josie Borain, uma ex-modelo da Calvin Klein, com quem foi acompanhado para o funeral da princesa. Depois de uma relacionamento de dez meses, Borain o chamou de "calculador e de "manipulador". Victoria, Condessa Spencer, casou-se, em 8 de janeiro de 2005, com o ex-modelo Jonathan Aitken, com quem ela teve um filho, Samuel, antes do casamento.

#### Segundo casamento
Depois da morte da irmã, o Conde resolveu retornar ao Reino Unido, para supervisionar Althorp. Em 15 de dezembro de 2001, ele casou-se com Caroline Victoria Freud (n. 1964), nascida Carolina Hutton, uma professora de escola maternal que havia sido casada, anteriormente, com Matthew Freud. Matthew é um descendente do psicanalista Sigmund Freud; cunhado do roteirista Richard Curtis; e atual marido de Elisabeth Murdoch, filha do magnata Rupert Murdoch. Charles e Caroline tiveram dois filhos:
- Edmund Charles Spencer (6 de outubro de 2003)
- Lara Spencer (16 de março de 2006)

Caroline já tinha dois filhos com Matthew: George Rupert Freud (6 de outubro de 1995) e Johan Henry Freud (1 de abril de 1997). Em 2002, o conde Spencer comprou por £4,5 milhões uma casa londrina do guitarrista David Gilmour, da banda Pink Floyd. Todo o dinheiro foi doado por Gilmour para caridades que cuidam de sem-tetos.

#### Segundo divórcio
Em junho de 2006, um jornal australiano anunciou que o conde tinha a intenção de se divorciar de sua segunda esposa. O mesmo artigo informou ainda que Caroline mandou e-mails para familiares e para amigos mutuais, dizendo: "Chegou o momento de pedir a vocês para escolherem entre mim e Charles. Temo que é impossível para mim confiar em alguém de vocês que deseja ficar ao lado dele. Ninguém pode ficar ao mesmo tempo ao lado de nós dois".
Em 23 de março de 2007, Caroline Spencer obteve um divórcio "rápido" sob o pretexto de "comportamento irracional" por parte do marido. O juiz distrital Kenneth White concedeu o divórcio como parte de uma lista de 30 casamentos encerrados ao final de uma audiência breve num tribunal de Londres.

### Após o segundo divórcio
Em dezembro de 2006, soube-se que o conde Charles Spencer assumiu uma relação com Coleen Sullivan (n. 1974), uma locutora de notícias de televisão da estação WDTN em Dayton, Ohio, Estados Unidos. Ele e Coleen se conheceram no começo de 2006, quando ela estava entrevistando o irmão de Diana para terminar um documentário sobre a princesa.
Coleen terminou seu noivado com Justin Allen, um locutor de esportes de Tampa, Flórida, em outubro daquele ano. Allen e Sullivan tinham uma relação de onze anos. O conde e sua companheira passaram o feriado de Natal juntos no elegante subúrbio de Constantia, na Cidade do Cabo. O casal foi visto numa festa organizada pela comediante Ruby Wax, mas por fim romperam.

### Terceiro casamento
Aconteceu que em sua casa ancestral, Althorp, em 18 de junho de 2011 o conde se casou pela terceira vez, e agora com uma canadense chamada Karen Gordon (viúva e nascida com o sobrenome de Villeneuve). Ao se casar com o conde Spencer, Karen recebeu o titulo de nobreza e se tornou oficialmente A Muito Honorável Condessa Spencer.
O casal tem uma filha:
- Charlotte Diana Spencer (30 de julho de 2012)

Assim desta forma o conde e a condessa Spencer deram à menina o nome de Charlotte Diana em homenagem à falecida irmão do conde, a famosa Diana, Princesa de Gales (1961-1997).
Divorciaram-se em 2024.

### Outros acontecimentos
Em 29 de abril de 2011, em Londres na  Abadia de Westminster, o conde e a condessa participaram do Casamento de Guilherme de Gales e Catherine Middleton. 
O conde Spencer é tio de sangue do herdeiro do trono Sua Alteza Real Príncipe Guilherme, Príncipe de Gales.
O conde Spencer tem cinco sobrinhos-netos pertencentes à Casa Real Britânica e herdeiros do trono:
- Jorge de Gales, o primeiro neto de sua irmã, a falecida Diana, Princesa de Gales (1961-1997), mãe do Príncipe Guilherme, Príncipe de Gales;
- Charlotte de Gales;
- Luís de Gales;
- Archie Harrison Mountbatten-Windsor, filho do Príncipe Harry, Duque de Sussex.
- Lilibet Diana Mountbatten-Windsor